# Robert Moffat Palmer
Pour les articles homonymes, voir Robert Palmer et Palmer.
Robert Moffat (parfois « Moffatt » ou « Moffett ») Palmer (Syracuse, 2 juin 1915 – Ithaca, 3 juillet 2010) est un compositeur, pianiste et pédagogue américain. Son catalogue d'œuvres est composé de plus de quatre-vingt dix numéros. Parmi eux : deux symphonies, un oratorio (Nabuchodonosor), un concerto pour piano, quatre quatuors à cordes, trois sonates pour piano et de nombreuses œuvres pour ensembles de chambre.

## Biographie

### Formation
Robert Moffat Palmer naît à Syracuse, dans l’État de New York. Il commence à étudier le piano avec sa mère à l’âge de douze ans. Il fréquente l'école centrale de Syracuse, tout en entreprenant des études pré-universitaires en piano et approfondissant ses études sur le violon et la théorie musicale, à l'école de musique de Syracuse. Récompensé par une bourse à la Eastman School of Music pour étudier le piano, il se spécialise rapidement en composition. Il y étudie avec Howard Hanson et Bernard Rogers, obtenant des diplômes de master (1938) et de maîtrise (1940) en composition. Il entreprend des études de perfectionnement avec Quincy Porter, Roy Harris et, lors du premier cours de composition à Tanglewood en 1940, avec Aaron Copland.

### Débuts
Palmer attire l'attention du public dans un article intitulé « Robert Palmer et Charles Mills » publié en 1943 par le critique Paul Rosenfeld dans Modern Music. Rosenfeld salue deux « nouvelles œuvres impressionnantes et particulières » de Palmer, remarquant « une impression de robustesse et de maturité ». Dans le Concerto pour petit orchestre (1940), Rosenfeld discerne un « mouvement d'ouverture tout à fait original, [dont] le choc des mélodies opposées était magnifique et féroce », signalant « un nouveau compositeur à regarder avec une heureuse attente ». 
La publication en 1948 par Aaron Copland d'un article dans le New York Times intitulé « La nouvelle « école » des compositeurs américains » a attiré l'attention du pays. L'article de Copland désigne Palmer comme l'un des sept compositeurs « représentatifs parmi les meilleurs que nous puissions offrir à la nouvelle génération », ajoutant que « Palmer se trouve être l'un de mes enthousiasmes personnels ». Dans les deux premiers quatuors à cordes de Palmer, Copland discerne « des mouvements séparés d'une véritable originalité et d'une profondeur de sentiment », observant que « sa musique est toujours urgente — elle semble provenir de l'expression d'un besoin intérieur » ». 
Au début de sa carrière, Palmer enseigne la théorie de la musique, la composition et le piano à l'Université du Kansas de 1940 à 1943.

### Carrière
De 1943 à sa retraite en 1980, Palmer est membre de la faculté de l'Université Cornell, où il est nommé professeur de musique de la Fondation Given en 1976. Selon le compositeur Steven Stucky, lauréat du prix Pulitzer, président du conseil d’administration de l'American Music Center et un de ses anciens étudiants, Palmer « a fondé le programme de doctorat en composition musicale de l'Université Cornell, le premier aux États-Unis (et très probablement au monde) ». Le pianiste Ramon Salvatore écrit dans le magazine Clavier en 1989, que « l'influence de [Palmer] sur deux générations de compositeurs de Cornell a été énorme ; bon nombre de ses anciens étudiants détiennent maintenant des chaires d'université et de collège dans tous les États-Unis ». En outre, Palmer sert en tant que compositeur invité à l'Université Wesleyan de l'Illinois en 1954 et en tant que professeur de composition George A. Miller à la Université de l'Illinois en 1955–1956.
Un grand nombre des œuvres les plus particulières de Palmer datent de sa période Cornell (presque quarante ans). Steven Stucky fait remarquer que Palmer « semblait une fois sur le point de devenir une personnalité de premier plan. Un flot constant d'œuvres de premier ordre, ont attiré les artistes les plus interprètes en concert et pour la réalisation d'enregistrements, notamment : la Deuxième sonate pour piano (1942/1948), défendue par John Kirkpatrick ; Toccata Ostinato (1945), un boogie-woogie en 
 écrit pour le pianiste William Kapell ; le premier quatuor avec piano (1947) ; le Concerto de chambre n° 1 (1949) ; le quintette pour clarinette, cordes et piano (1952). Le plus influent d'entre eux était l'imposant Quatuor avec piano, qui représente l'une des réalisations majeures de la musique de chambre américaine ». 
Faisant écho à cette évaluation, une critique rédigée en 1970 par Robert Evett pour le Washington Evening Star, à l'occasion d'un concert avec premier Quatuor avec piano (1947) de Palmer, la trouva « une des œuvres les plus captivantes d’un superbe compositeur américain. […] À sa création, ce fut un triomphe. C'était encore un triomphe la nuit dernière ».
Les éditeurs de Palmer comprennent Elkan-Vogel, Peer International, CF Peters Corporation, G. Schirmer Inc., Valley Music Press et Alphonse Leduc-Robert King, Inc. Parmi les étudiants de Palmer figurent les compositeurs Steven Stucky et Christopher Rouse, lauréats du prix Pulitzer, les compositeurs Paul Chihara, Bernhard Heiden (en), Brian Israel (en), Ben Johnston, David Conte (en), John S. Hilliard (en), Leonard Lehrman (en), Daniel Dorff (en), Jerry Amaldev (en) et Jack Gallagher (en).

## Style et réception
Elliott Carter, écrivant pour Modern Music au sujet du premier Quatuor à cordes (1939) de Palmer, lorsqu'il est joué dans un concert de la Ligue des compositeurs au début des années 1940, a déclaré que « Palmer, compositeur sans précédent, était la grande surprise de toute la série de concerts. Sa musique est ferme et précise ; ses dissonances ressemblent à celle des jeunes Européens que nous n'entendons jamais dans ce pays… Son quatuor a montré un sérieux impressionnant et une grande musicalité ».
William Austin, en 1956 dans The Musical Quarterly, observe qu'« à travers des enregistrements et des partitions publiées… [de Palmer] le public assez large mais dispersé peut maintenant confirmer les prédictions de Paul Rosenfeld et Aaron Copland selon lesquelles Palmer figurerait parmi les principaux représentants musicaux de sa génération ». Austin note également : « les œuvres que [Palmer] crée sont intenses et robustes ». Il cite comme caractéristiques, l'utilisation par Palmer du rythme et de mètres asymétriques, de la gamme octatonique, du « contrepoint imitatif » ainsi que du « développement de phrases par des répétitions variées ». Austin affirme que « Palmer chante avec une sorte de pieuse sérénité » du « monde sombre, divisé et déçu des années 1940 et 1950, refusant avec obstination de désespérer, même si souvent ses espoirs de liberté, d'égalité et de fraternité doivent être différés. […] Sa meilleure musique se classe avec les meilleurs moyens disponibles pour tous ceux qui partagent cette perspective ».
L’année précédente en 1955, Herbert Livingston décrivait la première représentation du quatuor à cordes n° 3 de Palmer à l’Université du Michigan comme « l’ajout le plus récent à la série d’œuvres remarquables commandées par l’université pour le Quatuor Stanley… » [Les autres citées par Livingston comprennent les quatuors et quintettes de Walter Piston, Quincy Porter, Wallingford Riegger, Darius Milhaud et Heitor Villa-Lobos)]. « C'est à la fois une contribution significative au répertoire de la musique de chambre américaine contemporaine et une œuvre qui révèle de nouveaux développements dans le style du compositeur ». Livingston ajoute que « chaque raffinement de sa structure complexe contribue positivement à l’expression de la musique ».
En 1963, la création de Nabuchodonosor, oratorio de Palmer, d'une durée de quarante minutes, a été saluée par William C. Holmes du The Musical Quarterly, comme « un point culminant de l'activité de plus de vingt-cinq ans de compositeur… C'est son travail le plus vaste et le plus ambitieux à ce jour. C'est un cri de défi vigoureux et brutal contre la tyrannie sous toutes ses formes et, en tant que tel, il ne peut s'empêcher de retourner quiconque partage le point de vue de Palmer à ce sujet ». Holmes remarque « la force excitante qui mène au paroxysme » et de la coda qui suit — destinée, dit Holmes, « à transmettre un salut serein de paix à l'humanité ».
Arthur Cohn, qui examine quatre œuvres de Palmer dans The Literature of Chamber Music (1997), détecte dans l'œuvre un « brillant contrepoint » dans une « musique vitalement communicative ». Cohn note que « dans les mains de Palmer, la répétition est toujours accompagnée de changement » et trouve « un tonalisme positif, élargi et coloré par l'expansion contemporaine » dans la musique de « ce compositeur américain à la voix virile ».
Dans un éloge, écrit en 2010, le président du conseil d'administration de l'American Music Center et ancien étudiant de Palmer, Steven Stucky a déclaré que « Austin saisissait le grave lyrisme qui rend Palmer mémorable, mais son langage rythmique était tout aussi important, qui devait, à parts égales, une dette à la musique vernaculaire américaine, au jazz et à la polyphonie de la Renaissance ». Stucky conclut que « la musique de Palmer est mûre pour être redécouverte par un public plus large et elle perdure chez ceux qui l'ont connu et ceux qui le célèbrent maintenant pour une vie bien et généreusement vécue ».
Selon Daniel Aioi, « le corpus d'œuvres de Palmer réside à Cornell dans la bibliothèque de musique et de danse Sidney Cox et dans les archives de l'Université à la bibliothèque d'Olin ».

## Prix
- National Academy of Arts and Letters, 1946[6]
- Bourse Guggenheim, 1952[17]
- Bourse Guggenheim, 1960[17]
- Fulbright Grant, 1960[6]
- National Endowment for the Arts grant, 1980[17]

## Commandes
- Concerto for Small Orchestra (1940) ; commande de CBS et de la League of Composers
- Quatuor à cordes n° 2 (1943 ; rév. 1947); commande par la Fondation Serge Koussevitzky
- Variations, Chorale and Fugue pour orchestre (1947 ; rev. 1954) ; commande de Dimitri Mitropoulos et du Minneapolis Symphony
- Quintette pour piano et cordes (1950) ; commande de la fondation Elizabeth Sprague Coolidge
- Quintette pour clarinette, piano et cordes (1952 ; rév. 1953) ; commande de Quincy, Illinois Chamber Music Society
- Quatuor à cordes n° 3 (1954) ; commande de la fondation Stanley de l'Université du Michigan
- Of Night and the Sea (1956) ; commande de la fondation Paul Fromm
- Memorial Music (1960) ; commande de la National Association of Educational Broadcasters
- Centennial Overture (1965) ; commande de la  Cornell University et du Lincoln Center for the Performing Arts
- Quatuor avec piano n° 2 (1974) ; commande du Quatuor Galzio de Caracas (Vénezuela)
- Sonate pour piano n° 3 (1979) ; commande de Ramon Salvatore[3]
- Sonate pour violoncelle n° 2 (1983) ; commande de la fondation Hans Kindler Foundation de Washington.

## Performances notables
- Sonate pour piano n° 1 (1938) création à New York, le 26 mars 1940, par John Kirkpatrick
- Concerto for Small Orchestra (1940) création en 1941 par l'orchesstre de la CBS
- Toccata Ostinato (1944) pour piano. Commandée[18], créée[19], dédicacée et enregistrée par William Kapell
- Quatuor avec piano (1947) Création en 1947 par John Kirkpatrick et les membres du Quatuor Walden
- Quintette avec piano (1950) Création en 1951 à la Bibliothèque du Congrès par le Quatuor Juilliard et Erich Itor Kahn[19].
- Quatuor à cordes n° 3 (1954) Création le 12 juillet 1955 par le Quatuor Stanley à l'Université du Michigan
- Centennial Overture (1965) Création le 12 mars 1965 au Lincoln Center for the Performing Arts, lors d'une retransmission radiophonique avec le New York Philharmonic Orchestra sous la direction de George Cleve[20].
- Organon II (1975), pour orchestre à cordes. Création le 4 avril 1975, par l'Orchestre philharmonique de Rochester dirigé par  David Zinman[20].

## Compositions
Le catalogue de Robert Moffat Palmer est composé de plus de quatre-vingt dix numéros. Notamment deux symphonies, un oratorio (Nabuchodonosor), un concerto pour piano, quatre quatuors à cordes, trois sonates pour piano et de nombreuses œuvres pour ensembles de chambre.

### Orchestre
- Poème, pour violon et orchestre de chambre (1938)
- Concerto pour petit orchestre (1940)
- K 19, symphonic elegy for Thomas Wolfe
- Variations, Chorale and Fugue (1947 ; rev. 1954)
- Chamber Concerto for violin, oboe and string orchestra (1949)
- Symphonie n° 1 (1953)
- Memorial Music (1960)
- Centennial Overture (1965)
- Symphonie n° 2 (1966)
- Concerto pour piano (1971)
- Symphonie concertante pour neuf instruments (1972)
- Organon II pour orchestre à cordes (1975)
- Concerto pour deux pianos, deux percussions, cordes et cuivres (1984)

### Ensemble à vent
- Choric Song and Toccata (1968)

### Ensemble de chambre
- Quatuor à cordes n° 1 (1939)
- Concerto pour cinq instruments (1943)
- Quatuor à cordes n° 2 (1943; rév. 1947)
- Quatuor avec piano n° 1 (1947)
- Quintette pour piano (1950)
- Sonate pour alto et piano (1951)
- Quintette pour clarinette, trio à cordes et piano (1952 ; rév. 1953)
- Quatuor à cordes n° 3 (1954)
- Sonate pour violon et piano (1956)
- Trio avec piano (1958)
- Quatuor à cordes n° 4 (1960)
- Organon I pour flûte et clarinette (1962)
- Sonate pour trompette et piano (1972)
- Quatuor avec piano n° 2 (1974)
- Organon II pour violon et alto (1975)
- Sonate n° 1 pour violoncelle et piano (1978)
- Sonate n° 2 pour violoncelle et piano (1983)

### Vocal
- Two Songs (Walt Whitman) pour voix et piano (1940)
- Carmina Amoris pour soprano, clarinette, violon et piano (1951)
- De la nuit et de la mer, cantate de chambre pour soprano et basse solistes et orchestre (1956)

### Choral
- Abraham Lincoln Walks at Midnight pour chœur et orchestre (1948)
- Slow, Slow, Fresh Fount pour chœur à quatre voix (1953 ; rev. 1959)
- The Trojan Women pour chœur de femmes, vents et percussions (1955)
- Et en ce jour pour chœur (1963)
- Nabuchodonosor pour ténor et basse solistes, chœur TTBB, vents, percussions et deux pianos (1964)
- Portants of Aquarius pour narrateur, chœur à quatre voix et orgue (1975)

### Claviers
- Sonate pour piano n° 1 (1938 ; rév. 1946)
- Trois préludes pour piano (1941)
- Sonate pour piano n° 2 (1942 ; rév. 1948)
- Sonate pour deux pianos (1944)
- Toccata Ostinato pour piano (1944)
- Sonate pour piano à quatre mains (1952)
- Musique du soir pour piano (1956)
- Sept épigrammes pour piano (1957)
- Epithalamium pour orgue (1968)
- Musique du matin pour piano (1973)
- Sonate pour piano n° 3 (1979)

## Sources

### Ouvrages et encyclopédies
- William W. Austin, Music in the 20th Century (NY: W. W. Norton, 1966),  (ISBN 978-0-393-09704-7), p. 441.
- E. Ruth Anderson, « Palmer, Robert M. » Contemporary American Composers: A Biographical Dictionary. Boston, G. K. Hall, 1976  (ISBN 978-0-8161-1117-6). [lire en ligne].
- (en) David Ewen, American Composers : A Biographical Dictionary, New York, Putnam, 1982, 763 p. (ISBN 978-0-399-12626-0, OCLC 239746570), p. 487–489
- (en) William W. Austin, « Palmer, Robert (Moffat) », dans H. Wiley Hitchcock et Stanley Sadie (éd.), The New Grove Dictionary of American Music, vol. 3, Londres, Macmillan, 1986
- Theodore Baker et Nicolas Slonimsky (trad. de l'anglais par Marie-Stella Pâris, préf. Nicolas Slonimsky), Dictionnaire biographique des musiciens [« Baker's Biographical Dictionary of Musicians »], t. 3 : P–Z, Paris, Robert Laffont, coll. « Bouquins », 1995 (réimpr. 1905, 1919, 1940, 1958, 1978), 8e éd. (1re éd. 1900), 4728 p. (ISBN 2-221-06787-8), p. 3093.
- (en) Arthur Cohn, The Literature of Chamber Music : Labey to Ronsheim, vol. 3, Chapel Hill, Hinshaw Music, 1997 (ISBN 978-0-937276-16-7, OCLC 633735792), p. 2067–2069
- (en) William W. Austin, « Palmer, Robert (Moffett)  », dans Grove Music Online, Oxford University Press, 2001.

### Articles
- (en) Paul Rosenfeld, « Robert Palmer and Charles Mills », Modern Music, vol. 20,‎ mai–juin 1943, p. 264–266
- (en) Aaron Copland, « The New School of American Composers », The New York Times,‎ 4 mars 1948
- (en) Herbert Livingston, « Current Chronicle », The Musical Quarterly, vol. 41, no 4,‎ octobre 1955, p. 511–514
- (en) William Austin, « The Music of Robert Palmer », The Musical Quarterly, vol. 42, no 1,‎ janvier 1956, p. 35–50
- (en) William C. Holmes, « Current Chronicle », The Musical Quarterly, vol. 50, no 3,‎ juillet 1964, p. 367–370
- (en) Raymond Salvatore, « The Piano Music of Robert Palmer », Clavier, vol. 28, no 4,‎ avril 1989, p. 22–30
- (en) Daniel Aioi, « Retired music professor Robert Palmer dies at age 95 », Cornell Chronicle Online,‎ 8 juillet 2010 (lire en ligne)
- (en) « Robert M. Palmer — nécrologie », Ithaca Journal,‎ 5–7 juillet 2010 (lire en ligne)
- (en) Steven Stucky, « Remembering Robert Moffat Palmer (1915-2010) » (version du 7 juillet 2010 sur Internet Archive)